# Ronde van Santa Catarina
De Ronde van Catarina (Spaans: Volta Ciclística Internacional de Santa Catarina) is een voormalige meerdaagse wielerwedstrijd in de deelstaat Santa Catarina in Brazilië. De koers werd voor het eerst in 1987 verreden en was tussen 2005 en 2013 onderdeel van de UCI America Tour. De wedstrijd had een classificatie van 2.2. In 2014 en 2015 werd de Ronde van Catarina niet verreden; toen de koers terugkeerde in 2016 stond hij enkel op de Braziliaanse nationale kalender.
Recordwinnaar is de Braziliaan Márcio May die 4 overwinningen boekte. De koers bevat een traditionele bergetappe naar Serra do Rio do Rastro. Het gemiddelde stijgingspercentage is 10%, op een afstand van 7 kilometer, waarmee het een van de zwaarste beklimmingen is in Brazilië.
De winnaar van 2009, Alex Diniz, werd na afloop betrapt op het gebruik van epo en gediskwalificeerd. In plaats van Diniz werd toen zijn landgenoot Douglas Bueno aangewezen als winnaar.